# 태양계 소천체

태양계 천체의 구성을 보여주는 오일러 다이어그램

태양계 소천체(Small Solar System body)란 태양계의 천체중 행성이나 왜행성보다 작고 위성이 아닌 천체를 일컫는다. 왜행성으로 인정된 세레스를 제외한 전통적인 소행성, 키론 등의 소행성체, 해왕성 바깥 천체(왜행성인 명왕성, 에리스등 제외), 혜성이 포함된다.

## 같이 보기
- 아폴로 소행성군
- 센타우루스군
- 중력적으로 둥근 태양계 천체 목록
- 반지름 순 태양계 천체 목록
- 우주선이 방문한 소행성체와 혜성 목록